# Minimundus

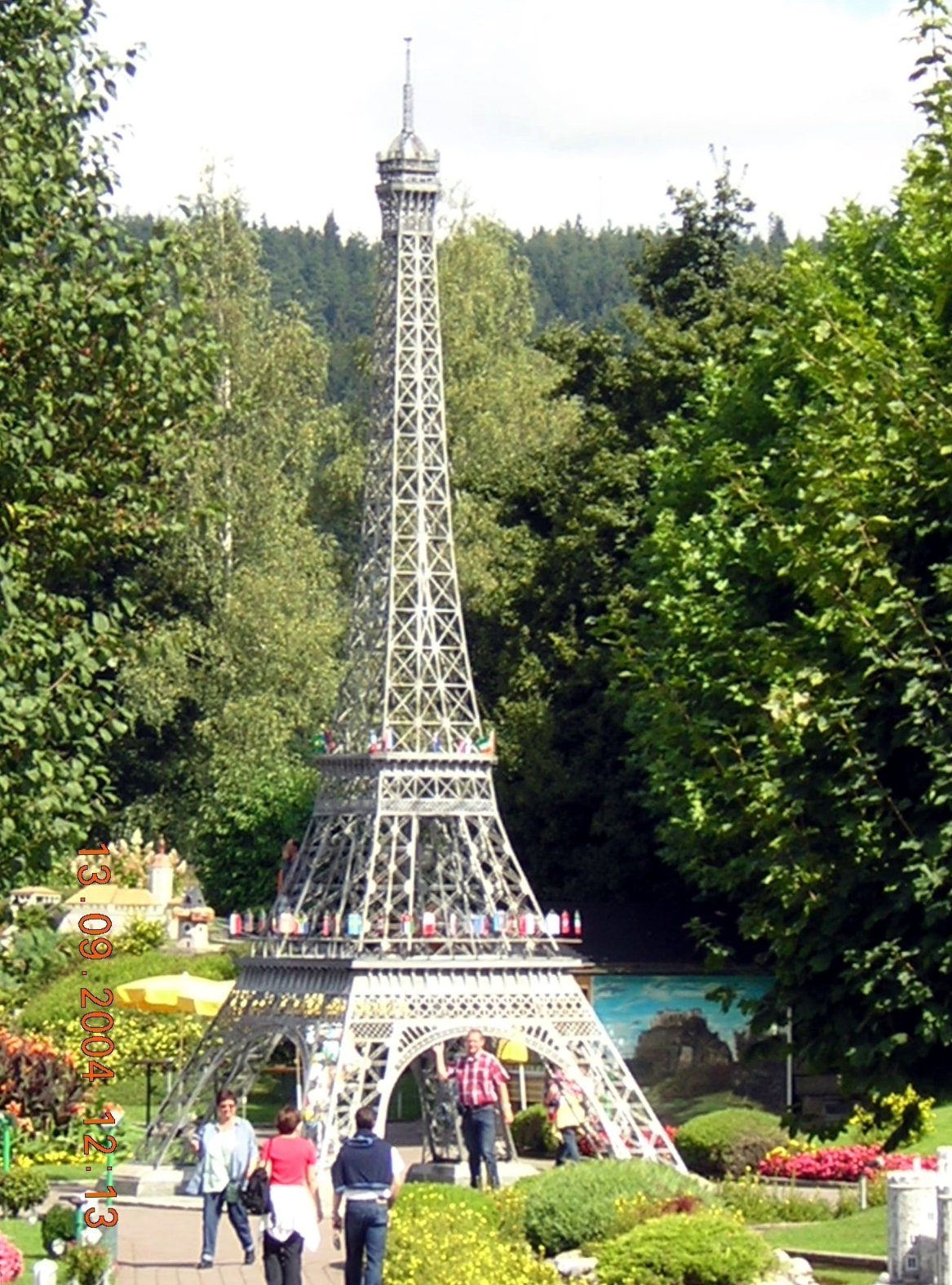
Minimundus Eiffel-torony

Az osztrák Minimundus Klagenfurt mellett található.
A miniatűr játékvárosok (Minimundus) divatja az 1960-as évek elején kezdődött. Hollandiában a Hága melletti Madurodamban építették meg az első ilyen parányi várost, egy fiatal tiszt emlékére, akit Geroge Madurónak hívtak, és aki a második világháborúban halt meg. Főként Hollandia épületeit készítették el, szakszerű és élethű kicsinyítésben. Miniváros van Dániában is, Billundban, a világhíres LEGO játékcég gyára mellett.
Az osztrák Minimundus egészen más: legnagyobb erénye, hogy nemcsak Ausztria, hanem az egész világ híres épületei megtalálhatók 1:25 arányban lekicsinyítve. Több mint másfélszáz épület makettje látható. Ez Klagenfurt egyik büszkesége.
Szlogenje: „Piciny világ a Wörthi-tó partján”, németül: „Kleine Welt am Wörthersee”.
Nem messze a bejárattól látható a New York-i Szabadság-szobor, közelében a Fehér Ház. Láthatók többek között: Rómából a Szent Péter tér a Bazilikával, a pisai ferde torony, a párizsi diadalív, az Eiffel-torony, a Londoni Tower, a velencei harangtorony, egy Loire-menti kastély, az isztambuli Kék Mecset, a Tádzs Mahal, a bécsi Stephansdom, a schönbrunni kastély, Belvedere kastély, a Práter óriáskereke, a budai Halászbástya.
Több zenés rendezvénynek is színhelye.
A Minimundus áprilistól október végéig üzemel. Minden évben valamilyen új épülettel várják a rendezők az idelátogatókat.

## Galéria
- Minimundus Klagenfurt
- A bécsi Práter óriáskereke
- Az effelsbergi rádióteleszkóp Bad Münstereifelben
- Szent Péter-bazilika, Róma
- Szent Márk-székesegyház, Velence
- Minimundus Klagenfurt
- Az amerikai Space Shuttle űrsikló
- A kijevi Zsófia-székesegyház
- Az Abu Szimbel-i templomok
- Neuschwanstein kastély